# Palmitos Park
Koordinaten: 27° 50′ 7″ N, 15° 36′ 58″ W
Der Palmitos Park ist ein Tierpark und botanischer Garten in der Gemeinde San Bartolomé de Tirajana auf Gran Canaria, der sich über eine Fläche von rund 20 Hektar erstreckt. Er liegt etwa zehn Kilometer nördlich von Maspalomas, abgeschirmt in einem Barranco.

## Geschichte und Beschreibung

### Bis zur Brandkatastrophe 2007
Im Palmitos Park waren bis zur Brandkatastrophe im Jahr 2007, die etwa 80 % des Parks in Mitleidenschaft zog, 10 % der Tiere das Leben kostete und einen Sachschaden von 60 Millionen Euro verursachte, 45 verschiedene Arten von Palmen aus aller Welt zu sehen, außerdem ca. 1200 Vögel, Schmetterlinge und eine Anpflanzung von über 400 Arten von Kakteen, Agaven und Orchideen. Darüber hinaus gab es auch ein Affenfreigehege mit umfangreicher Betätigungsmöglichkeit für seine Bewohner.
Weiterhin gehörten auch Europas größtes Schmetterlingshaus, ein artenreiches Aquarium, ein Teich für Wasservögel und Flug- und Vogelschauen zum Angebot.
Aufgrund der Brandschäden war der Park ab Juli 2007 geschlossen. 

### Seit der Neueröffnung 2008
Die Neueröffnung des Palmitos Parks erfolgte am 4. August 2008. Der Park ist seitdem in mehrere Themen unterteilt. Das Orchideenhaus, welches das größte der Kanarischen Inseln ist, beherbergt hunderte verschiedene Orchideenarten. Ein Kaktusgarten mit bis zu vier Meter hohen Kakteen sowie ein Schmetterlingsgehege wurden nach der Neueröffnung ebenfalls angelegt.
In mehreren Shows (Greifvogelshow, Papageienshow, exotische Vogelflugshow) werden die verschiedenen Vogelarten mehrmals am Tag vorgeführt.
Im April 2010 wurde ein Delphinarium eröffnet. Das Becken hat eine Fläche von 3.000 Quadratmetern und ist mit 4 Millionen Liter Wasser gefüllt. 11 Filter sorgen für die Beibehaltung der Wasserqualität. Für die Besucher der Delphinshows wurde eine Tribüne für 1.500 Personen gebaut.

## Galerie

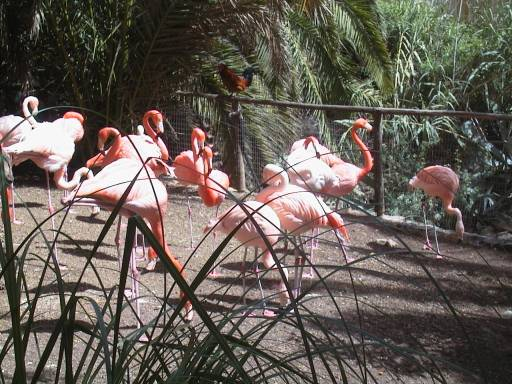
Flamingos
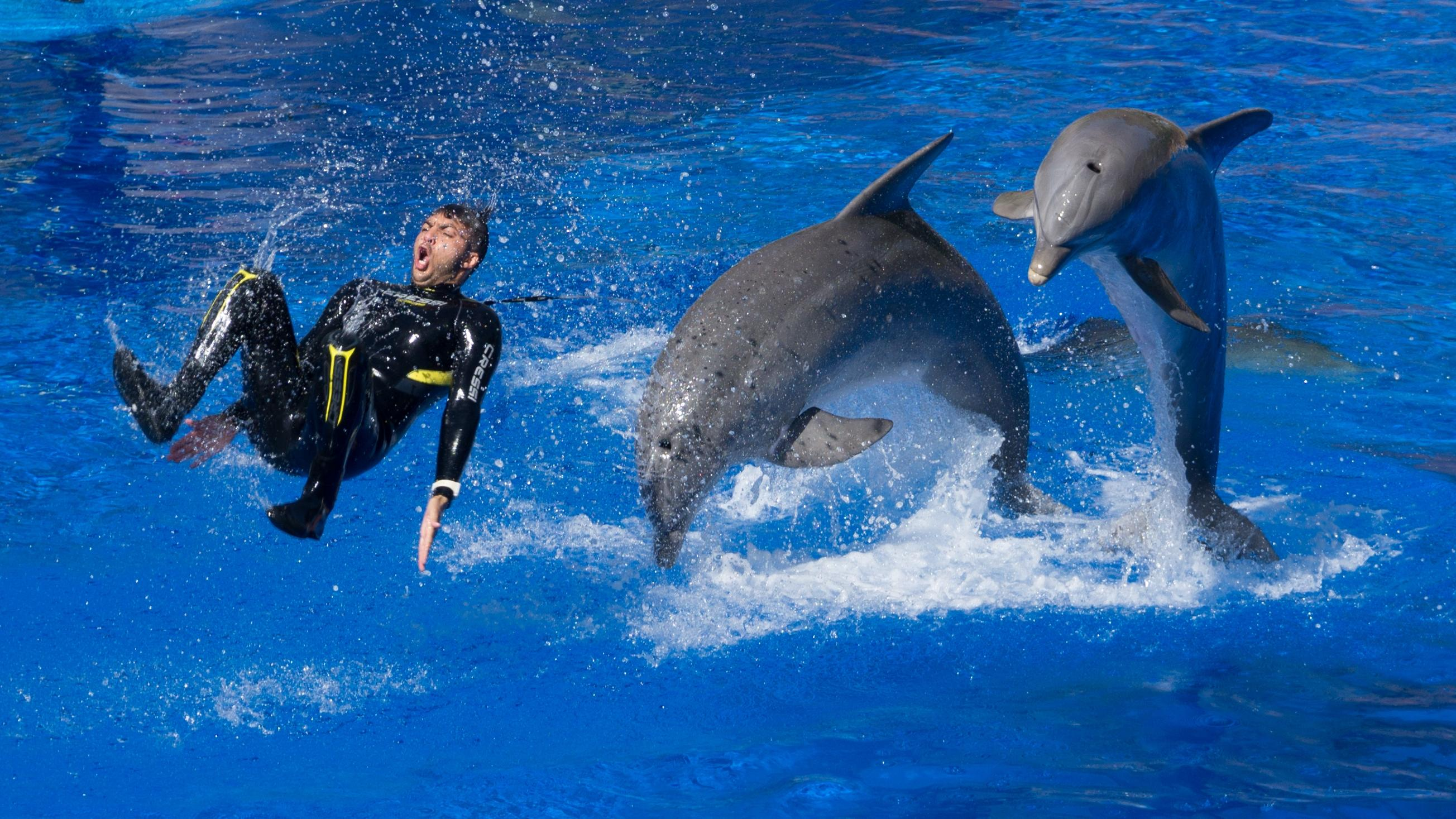
Delfinshow
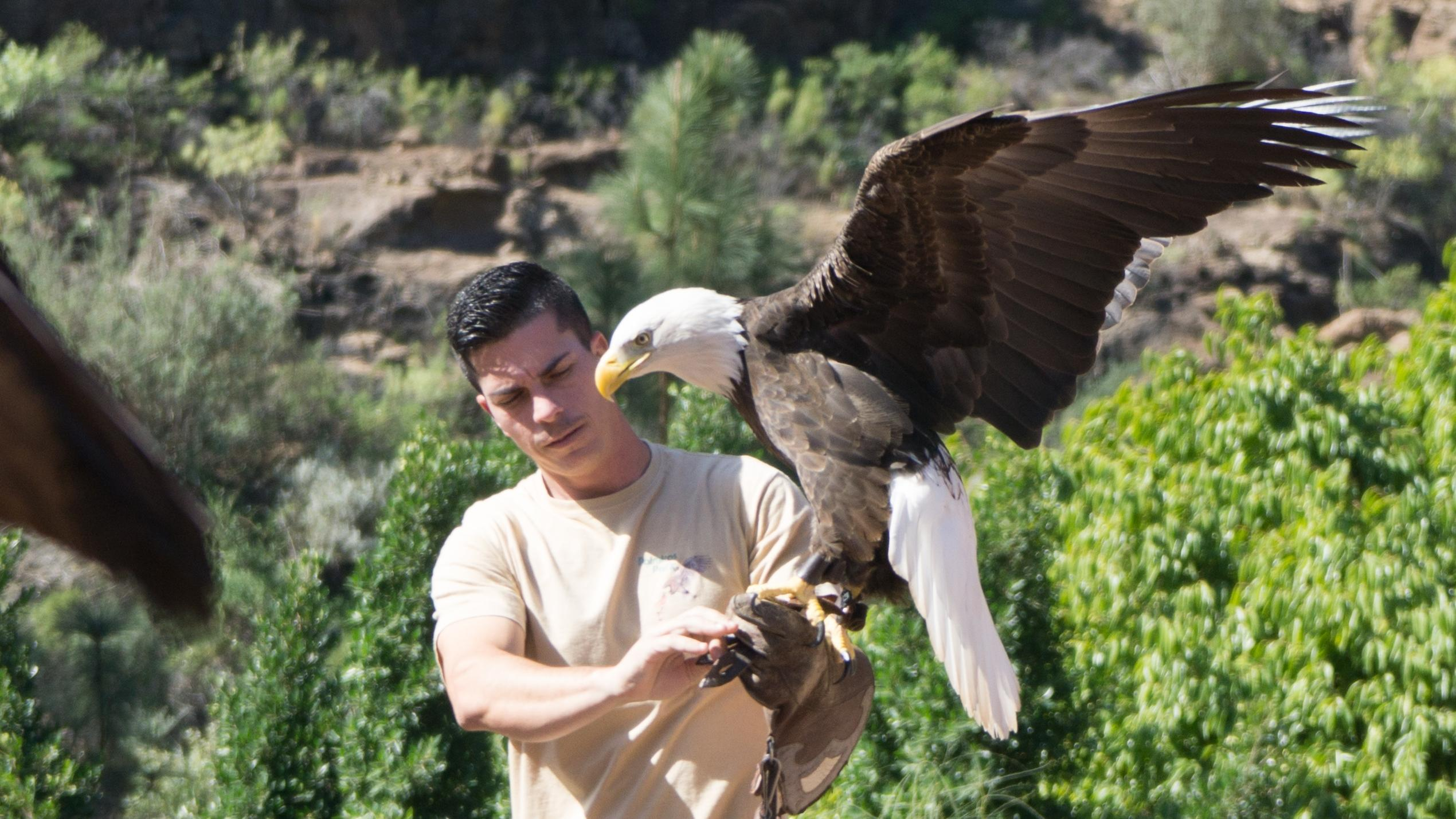
Greifvogelvorführung
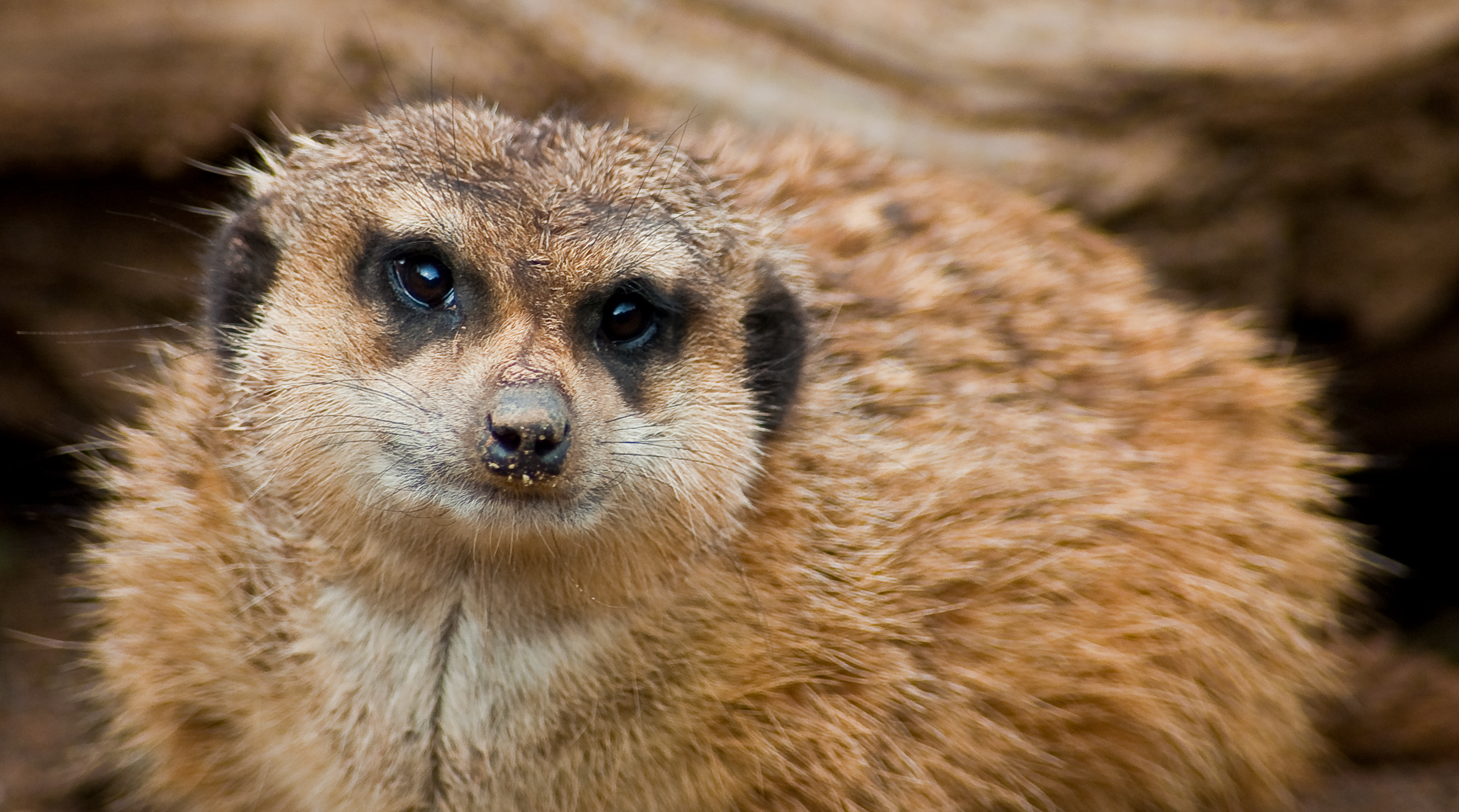
Erdmännchen
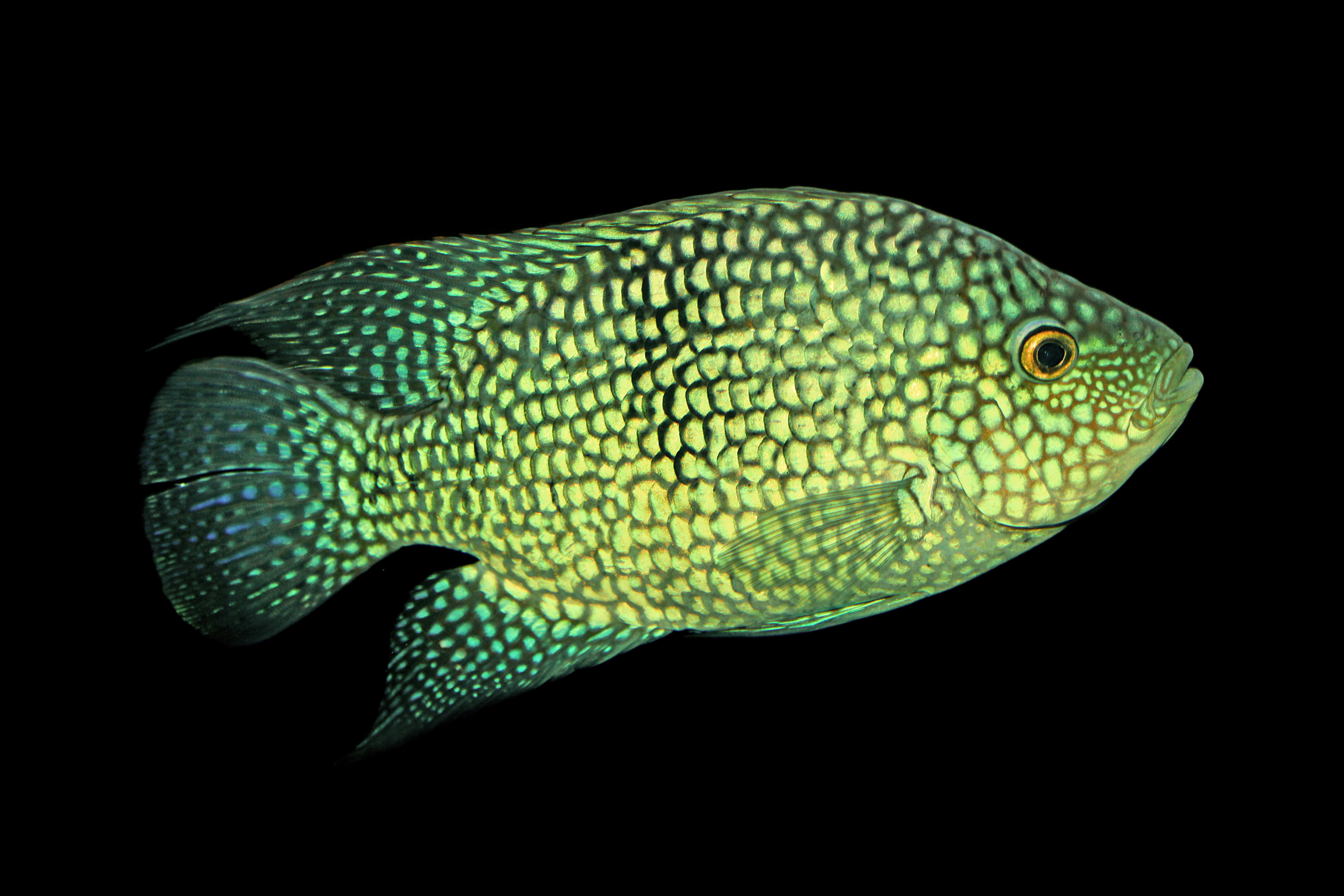
Perlcichlide
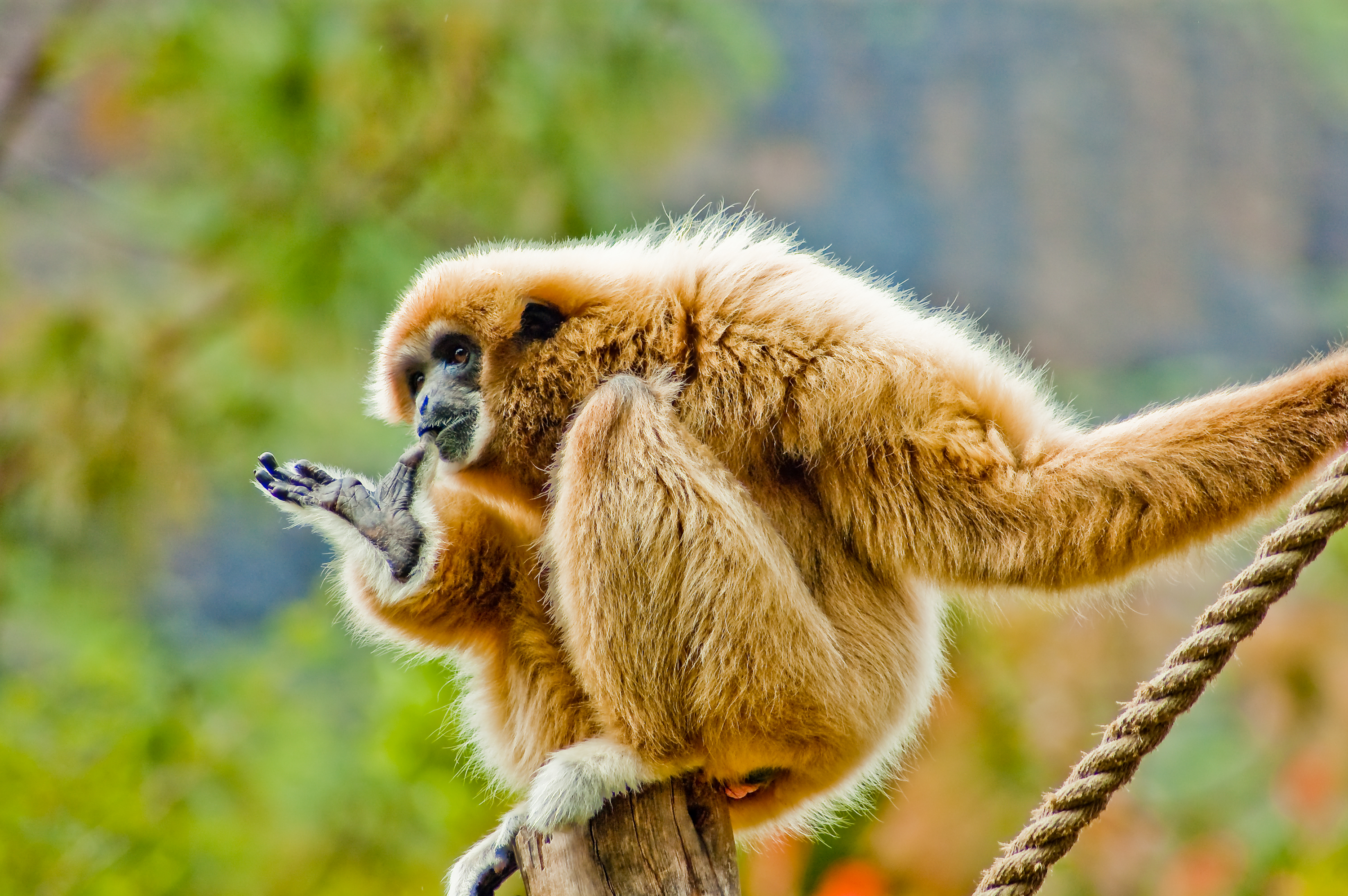
Gibbon
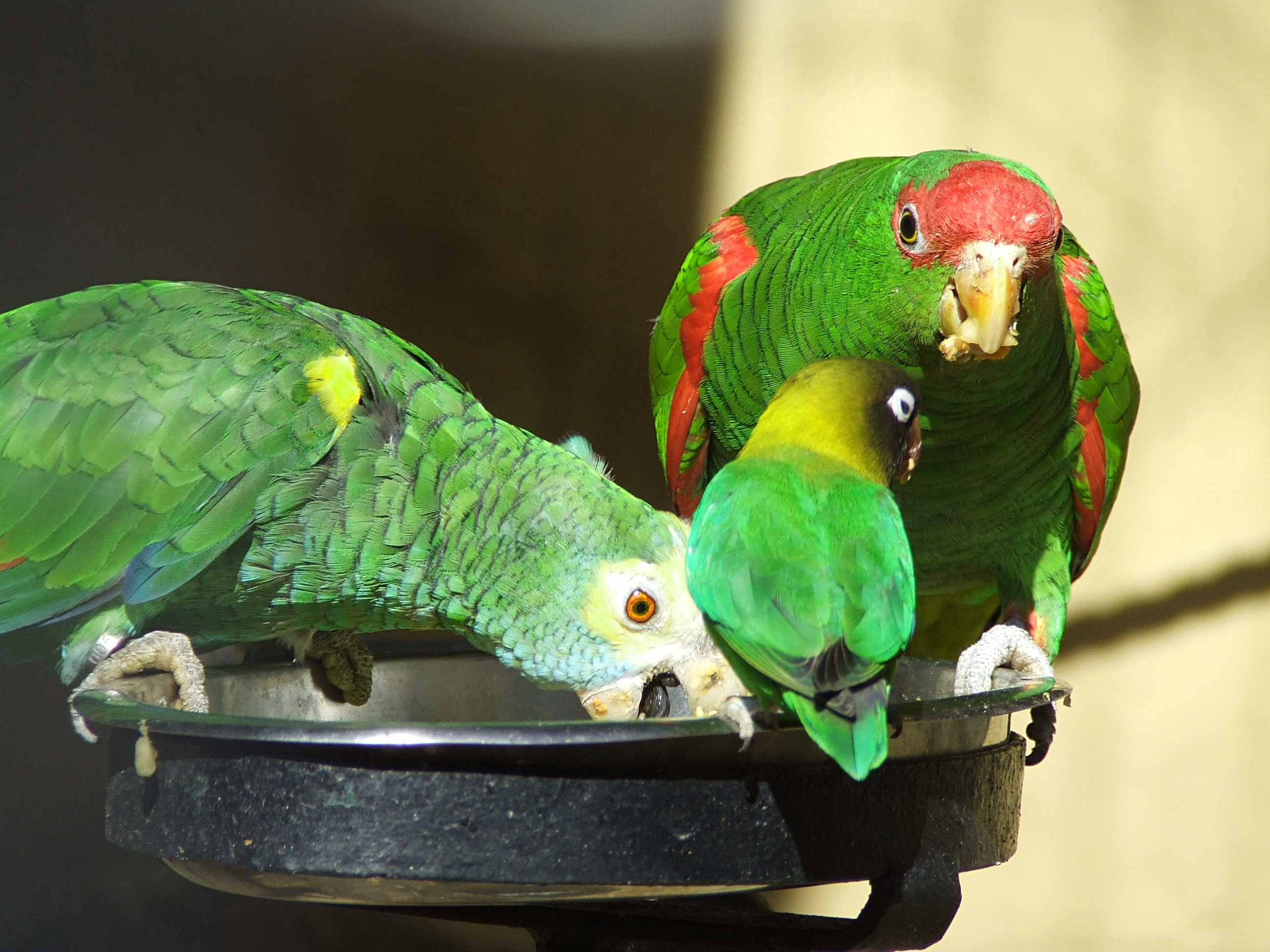
Papageien
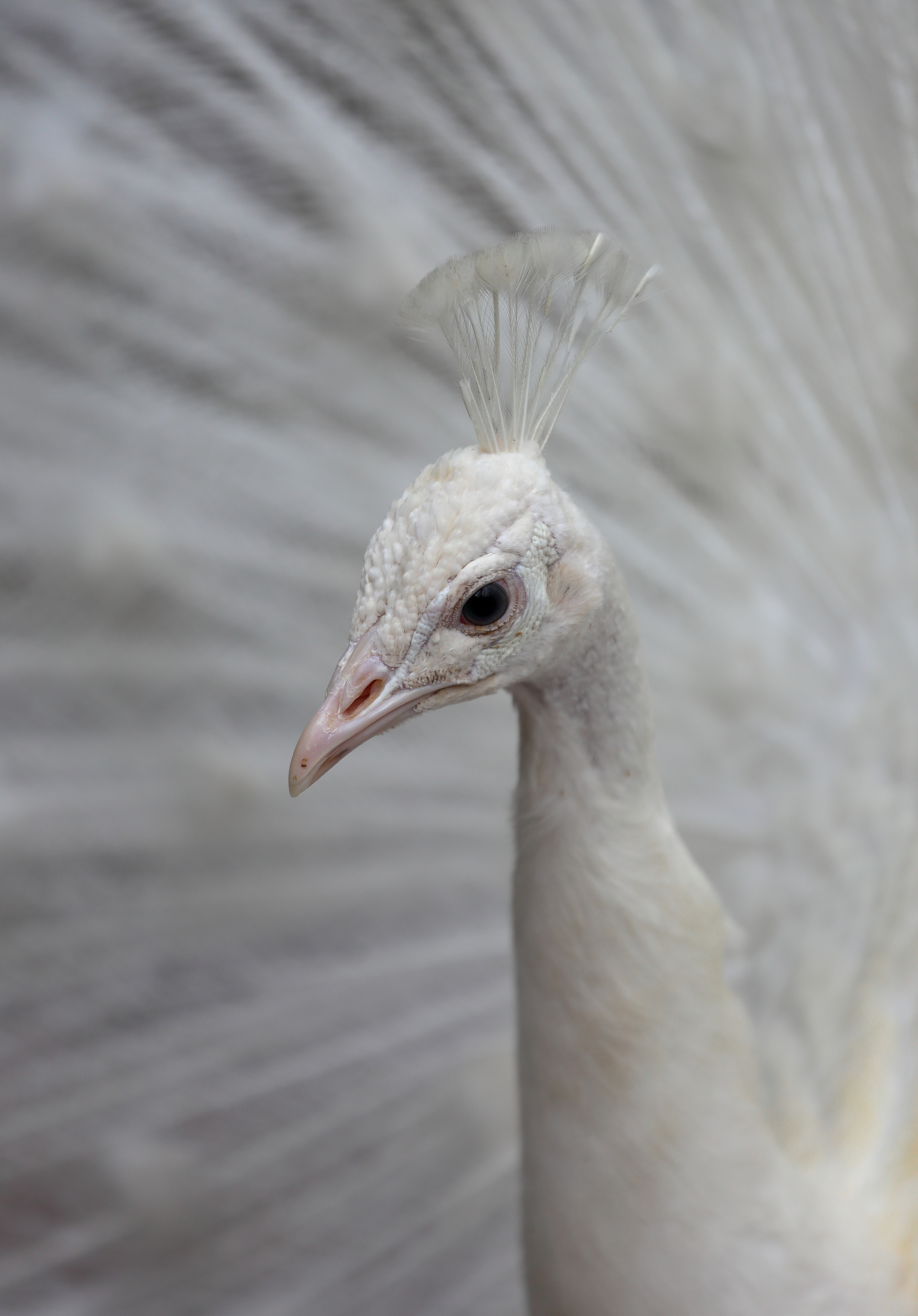
Weißer Pfau
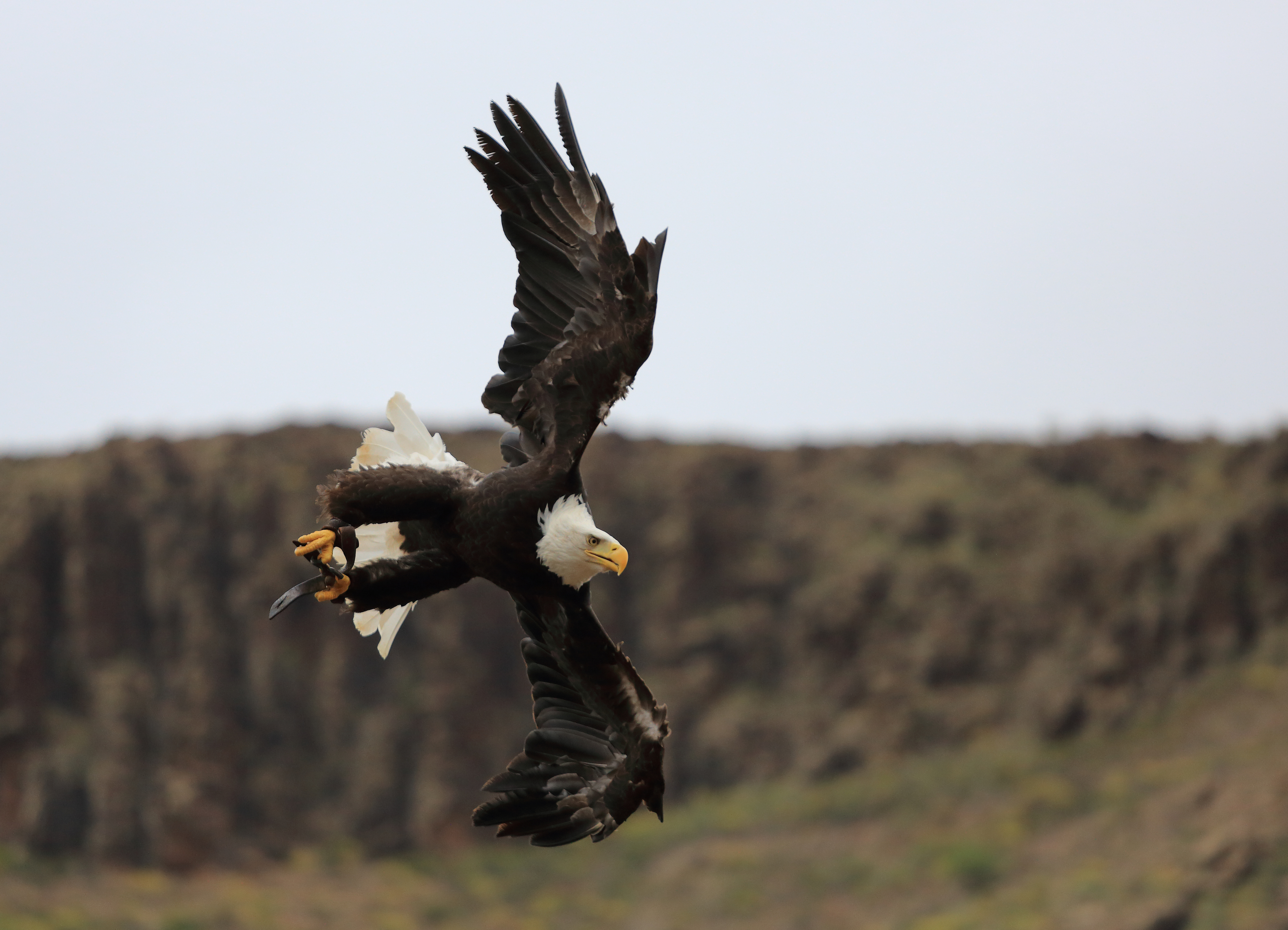
Weißkopfseeadler im Flug
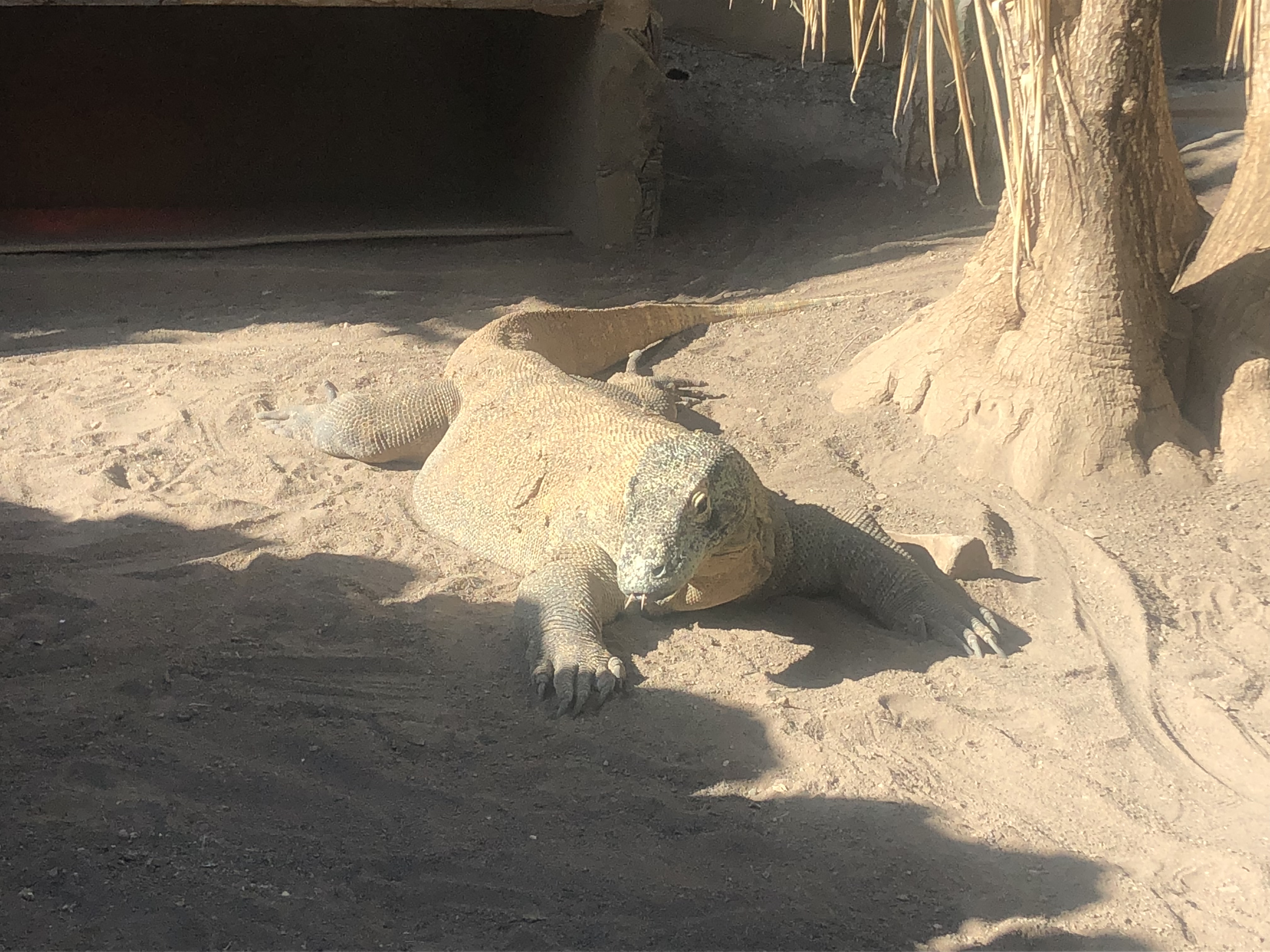
Komodowaran